# Highwood (Essex)
Highwood – wieś w Anglii, w hrabstwie Essex, w dystrykcie Chelmsford. Leży 8 km na zachód od miasta Chelmsford i 42 km na północny wschód od Londynu.